# Cmus
Cmus (C* Music Player) es un reproductor de audio de consola simple y rápido diseñado para sistemas operativos tipo Unix . cmus se distribuye bajo los términos de licencia GPL-2.0 o posterior y se opera exclusivamente a través de una interfaz de usuario basada en texto, construida con ncurses .
Al utilizar una interfaz de usuario basada en línea de comandos se reduce significativamente las demandas de recursos para el funcionamiento del programa; este proceso ayuda de manera significativa a reducir la demanda de recursos en hardware antiguo. Además, es ventajoso para sistemas que no poseen una GUI, como el sistema X Window . En algunos casos, el uso de una aplicación de terminal puede acelerar significativamente la navegación por el programa.

## Historia
cmus fue escrito originalmente por Timo Hirvonen. Alrededor de junio de 2008, interrumpió el desarrollo de cmus, lo que resultó en una bifurcación denominada "cmus-unofficial" en noviembre de 2008. Después de un año de desarrollo, se envió una solicitud de adquisición a SourceForge, la cual fue concedida después de un período de 90 días sin respuesta del autor original.  Esto resultó en una fusión de la bifurcación con el proyecto oficial en febrero de 2010. 

## Interfaz de usuario
La interfaz de cmus se centra en vistas . Hay dos vistas de la biblioteca de música (un árbol de artistas/álbumes y una lista plana que se puede ordenar) y vistas de las listas de reproducción, la cola de reproducción actual, el sistema de archivos y filtros/configuraciones. Siempre hay una sola vista visible en cualquier momento.
Debido a los objetivos del proyecto orientados a la consola y a la portabilidad, cmus se controla exclusivamente mediante el teclado. Los comandos utilizados toman como base los comandos utilizados en el editor de texto vi . La operación general imita estar en modo comando de vi, donde se emiten comandos complejos anteponiéndolos con dos puntos (por ejemplo, ":add /home/user/music-dir"), los comandos más simples y comunes están vinculados a teclas individuales, como "j/k" moviéndose hacia abajo/arriba, o "x" iniciando la reproducción, y búsquedas que comienzan con "/" como en "/the beatles".

## Características principales

cmus en la vista de lista

cmus en la vista del Explorador de archivos

cmus en la vista Filtro

- Compatibilidad con numerosos formatos de audio, incluidos: Ogg Vorbis, MP3, FLAC, Musepack, WavPack, Wav, MPEG-4 / AAC, ALAC, WMA, APE, TTA, SHN y MOD .
- Reproducción sin pausas incómodas
- Soporte para ReplayGain
- Transmisión de MP3 y Ogg ( SHOUTcast / Icecast )
- Potentes filtros de biblioteca de música/filtrado en vivo
- Cola de reproducción
- Manejo de compilaciones
- Colores personalizables y combinaciones de teclas dinámicas
- Modo de comando y búsqueda estilo Vi
- Controlado (si se desea) remotamente a través del programa cmus-remote (socket UNIX o TCP/IP)
- Compatibilidad con numerosos sistemas tipo Unix, incluidos Linux, macOS, FreeBSD, NetBSD, OpenBSD, Cygwin y OpenWrt [3]

## Atajos de teclado
Se presenta una lista de combinaciones de teclas comunes para interactuar con cmus mientras se está en la terminal, extraídas de la manpage (página del manual) de una distribución de Linux:
| Dominio                               | nombre cmus                | Acción desencadenada                                                       |
| ------------------------------------- | -------------------------- | -------------------------------------------------------------------------- |
| b                                     | reproducir-siguiente       | reproducir la siguiente pista                                              |
| C                                     | pausar-pista               | pausar la pista actual                                                     |
| X                                     | reproducir-actual          | reproducir la pista actual (después de haber sido pausada)                 |
| z                                     | reproducir-anterior        | reproducir la pista anterior                                               |
| v                                     | detener-pista              | detiene la pista actual y establece la marca de tiempo en 00:00            |
| B                                     | reproducir-siguiente-álbum | reproducir el siguiente álbum (si está disponible en el directorio actual) |
| z                                     | reproductor-álbum-anterior | reproducir el álbum anterior (si está disponible en el directorio actual)  |
| izquierda (tecla de flecha izquierda) | regresar -5                | retrocede 5 segundos en la pista actual                                    |
| derecha (tecla de flecha derecha)     | avanzar +5                 | avanza 5 segundos en la pista actual                                       |

## enlaces externos
- Página web oficial
- repositorio cmus git
- archivo de lista de correo cmus-devel

- Datos: Q1940750
- Multimedia: Cmus / Q1940750